# Acanthocephaloides soleae
Acanthocephaloides soleae är en hakmaskart som först beskrevs av Pietro Porta 1905.  Acanthocephaloides soleae ingår i släktet Acanthocephaloides och familjen Arhythmacanthidae. Inga underarter finns listade i Catalogue of Life.